# Market Drayton Town FC
Market Drayton Town FC (celým názvem: Market Drayton Town Football Club) je anglický fotbalový klub, který sídlí ve městě Market Drayton v nemetropolitním hrabství Shropshire. Založen byl v roce 1969 pod názvem Little Drayton Rangers FC. Od sezóny 2018/19 působí v Northern Premier League Division One West (8. nejvyšší soutěž). Klubové barvy jsou červená a černá.
Své domácí zápasy odehrává na stadionu Greenfields Sports Ground s kapacitou 1 000 diváků.

## Historické názvy
Zdroj: 
- 1969 – Little Drayton Rangers FC (Little Drayton Rangers Football Club)
- 2003 – Market Drayton Town FC (Market Drayton Town Football Club)

## Úspěchy v domácích pohárech
Zdroj: 
- FA Cup
  - 2. předkolo: 2007/08, 2010/11
- FA Trophy
  - 1. předkolo: 2010/11, 2014/15, 2016/17
- FA Vase
  - 5. kolo: 2008/09

## Umístění v jednotlivých sezonách
Stručný přehled
Zdroj: 
- 1998–1999: West Midlands Regional League (Division One North)
- 1999–2006: West Midlands Regional League (Premier Division)
- 2006–2009: Midland Football Alliance
- 2009–2018: Northern Premier League (Division One South)
- 2018– : Northern Premier League (Division One West)

Jednotlivé ročníky
Zdroj: 
Legenda: Z - zápasy, V - výhry, R - remízy, P - porážky, VG - vstřelené góly, OG - obdržené góly, +/- - rozdíl skóre, B - body, červené podbarvení - sestup, zelené podbarvení - postup, fialové podbarvení - reorganizace, změna skupiny či soutěže
| Sezóny  | Liga                                         | Úroveň | Z  | V  | R  | P  | VG | OG  | +/- | B  | Pozice |
| ------- | -------------------------------------------- | ------ | -- | -- | -- | -- | -- | --- | --- | -- | ------ |
| 2009/10 | Northern Premier League (Division One South) | 8      | 42 | 16 | 5  | 21 | 71 | 81  | -10 | 53 | 13.    |
| 2010/11 | Northern Premier League (Division One South) | 8      | 42 | 13 | 5  | 24 | 67 | 91  | -24 | 44 | 18.    |
| 2011/12 | Northern Premier League (Division One South) | 8      | 42 | 11 | 14 | 17 | 61 | 84  | -23 | 47 | 16.    |
| 2012/13 | Northern Premier League (Division One South) | 8      | 42 | 13 | 11 | 18 | 68 | 78  | -10 | 50 | 15.    |
| 2013/14 | Northern Premier League (Division One South) | 8      | 40 | 8  | 11 | 21 | 56 | 105 | -49 | 35 | 19.    |
| 2014/15 | Northern Premier League (Division One South) | 8      | 42 | 11 | 4  | 27 | 66 | 109 | -43 | 37 | 19.    |
| 2015/16 | Northern Premier League (Division One South) | 8      | 42 | 16 | 10 | 16 | 65 | 65  | 0   | 58 | 11.    |
| 2016/17 | Northern Premier League (Division One South) | 8      | 42 | 16 | 2  | 24 | 60 | 93  | -33 | 50 | 14.    |
| 2017/18 | Northern Premier League (Division One South) | 8      | 42 | 10 | 9  | 23 | 51 | 97  | -46 | 39 | 21.    |
| 2018/19 | Northern Premier League (Division One West)  | 8      | 38 |    |    |    |    |     |     |    |        |